# Первое правительство Антонина Швеглы
Первое правительство Антонина Швеглы — шестое чехословацкое правительство после провозглашения независимой республики. Было правительством всенародной коалиции. Подало в отставку в связи с выборами 1925 года, после которых Швегла вновь сформировал своё второе правительство.

## Состав правительства
| Партия                                                      | Партия                                              | Портфель                                  | Министр         | Принятие поста  | Оставление поста |
| ----------------------------------------------------------- | --------------------------------------------------- | ----------------------------------------- | --------------- | --------------- | ---------------- |
|                                                             | Республиканская партия чехословацкого села          | Председатель правительства                | Антонин Швегла  | 7 октября 1922  | 9 декабря 1925   |
| Министр внутренних дел                                      | Республиканская партия чехословацкого села          | Ян Малипетр                               | 7 октября 1922  | 9 декабря 1925  |                  |
| Министр национальной обороны                                | Республиканская партия чехословацкого села          | Франтишек Удржал                          | 7 октября 1922  | 9 декабря 1925  |                  |
| Министр сельского хозяйства                                 | Республиканская партия чехословацкого села          | Милан Годжа                               | 7 октября 1922  | 9 декабря 1925  |                  |
|                                                             | Чехословацкая социал-демократическая рабочая партия | Министр школьного и народного образования | Рудольф Бечине  | 7 октября 1922  | 3 октября 1924   |
| Иван Маркович (и. о.)                                       | Чехословацкая социал-демократическая рабочая партия | Министр школьного и народного образования | 3 октября 1924  | 9 декабря 1925  |                  |
| Министр общественных работ                                  | Чехословацкая социал-демократическая рабочая партия | Антонин Срба                              | 7 октября 1922  | 9 декабря 1925  |                  |
| Министр социального обеспечения                             | Чехословацкая социал-демократическая рабочая партия | Густав Габрман                            | 7 октября 1922  | 28 марта 1925   |                  |
| Министр социального обеспечения                             | Чехословацкая социал-демократическая рабочая партия | Лев Винтер                                | 28 марта 1925   | 9 декабря 1925  |                  |
| Министр унификации                                          | Чехословацкая социал-демократическая рабочая партия | Иван Маркович                             | 7 октября 1922  | 9 декабря 1925  |                  |
|                                                             | Чехословацкая народная партия                       | Министр юстиции                           | Йосеф Доланский | 7 октября 1922  | 9 декабря 1925   |
| Министр общественного здравоохранения и физической культуры | Чехословацкая народная партия                       | Ян Шрамек                                 | 7 октября 1922  | 9 декабря 1925  |                  |
|                                                             | Чехословацкая социалистическая партия               | Министр иностранных дел                   | Эдвард Бенеш    | 7 октября 1922  | 9 декабря 1925   |
| Министр путей сообщения                                     | Чехословацкая социалистическая партия               | Йиржи Стржибрный                          | 7 октября 1922  | 20 июля 1925    |                  |
| Министр путей сообщения                                     | Чехословацкая социалистическая партия               | Эмиль Франке (и. о.)                      | 20 июля 1925    | 9 декабря 1925  |                  |
| Министр почты и телеграфа                                   | Чехословацкая социалистическая партия               | Алоис Тучный                              | 7 октября 1922  | 18 февраля 1924 |                  |
| Министр почты и телеграфа                                   | Чехословацкая социалистическая партия               | Эмиль Франке (и. о.)                      | 18 февраля 1924 | 9 декабря 1925  |                  |
| Министр народных поставок                                   | Чехословацкая социалистическая партия               | Эмиль Франке                              | 7 октября 1922  | 9 декабря 1925  |                  |
|                                                             | Национал-демократическая партия Чехословакии        | Министр финансов                          | Алоис Рашин     | 7 октября 1922  | 18 февраля 1923  |
| Богдан Бечка                                                | Национал-демократическая партия Чехословакии        | Министр финансов                          | 24 февраля 1923 | 9 декабря 1925  |                  |
| Министр промышленности и торговли                           | Национал-демократическая партия Чехословакии        | Ладислав Новак                            | 7 октября 1922  | 9 декабря 1925  |                  |
|                                                             | Беспартийный министр                                | Министр по делам Словакии                 | Йозеф Каллаи    | 7 октября 1922  | 9 декабря 1925   |